# Anna Firth
Annalissa Firth, connue sous le nom d'Anna Firth, (née en juin 1966) est une femme politique britannique qui est députée pour Southend West de 2022 à 2024, après avoir remporté l'élection partielle provoquée par l'Assassinat de David Amess. Elle est membre du Parti conservateur.

## Jeunesse
Firth est originaire de Leigh-on-Sea, fille d'un ingénieur et d'une enseignante. Elle obtient un diplôme en droit de l'Université de Durham et travaille pendant un certain temps comme avocate.

## Carrière politique
Firth est conseillère de district au conseil de district de Sevenoaks pour la zone couvrant Brasted, Chevening, Sundridge et Ide Hill de mai 2011 à sa démission le 7 janvier 2022,.
Lors des élections générales de 2015, Firth se présente pour le Parti conservateur dans la circonscription parlementaire d'Erith et Thamesmead et arrive deuxième derrière Teresa Pearce du parti travailliste qui a une majorité de 9 525 voix. Aux élections générales de 2019, elle se présente de nouveau à Cantorbéry arrivant en deuxième position derrière Rosie Duffield du Labour, qui a une majorité de 1836 voix.
Elle est élue pour la première fois au parlement lors de l'élection partielle de 2022 qui se tient à la suite du meurtre de David Amess dans sa circonscription de Southend West. À la suite du précédent établi en 2016 après le meurtre de Jo Cox et l'élection partielle qui a suivi à Batley et Spen, aucun autre grand parti ne présente de candidat pour le siège. Firth remporte l'élection avec 12 792 voix et une majorité de 12 220, avec un taux de participation de 24,0 % et 1 084 bulletins nuls.